# K11 복합형소총
K11 복합형 소총은 국방과학연구소가 8년간 185억원을 들여 개발한 차기 복합형 소총(OICW)으로, 5.56mm 자동소총과 20mm 공중폭발탄 발사기를 이중총열화 시켜서 설계된 복합형 소총이다. 레이저거리측정기를 이용해 조준점을 잡으면 마이크로 프로세서가 거리를 탄환의 회전수로 환산해 공중폭발탄을 정확한 조준점 상공에서 터뜨릴 수도 있어 숨어있는 표적을 공격하는 데 효과적이다. K11 1정의 가격은 1600만원 선이다. 2010년 5월 31일부터 대한민국에 공급하기 시작했다. 그러나, 계속 발생하는 결함문제와 방산비리가 밝혀지면서 결국 K-11은 사업폐기와 더불어 양산된 1914정 모두 전량폐기가 확정되면서 2019년에 역사속으로 사라지게 되었다.

## 역사
1998년 이후 미국에서 OICW계획이 국내 방산업계와 군에서도 세계적인 추세로 판단하여 2000년부터 관련개발업체와 부서가 편성되어 단순히 카피가 아닌 동등한 수준의 화기를 배치시킨다는 계획으로 개발이 진행되었으며 2008년도에 XK11의 테스트 모델과 제원이 공개되었다. 2008년 10월 대한민국 육군은 이 무기를 2009년부터 분대지원화기로 배치하기로 하였다. 그리고 2010년 5월 31일 국내에 보급하기 시작했다. 그러나, K11 소총의 결함이 발견되어 2012년 7월 23일 국방과학연구소와 국방기술품질원, 생산업체, 민간전문가와 함께 태스크포스를 구성해 폭발 원인을 제거했다고 밝혔다.2015.05.12 KBS뉴스에서 육군은 2018년까지 약 4천500억 원을 들여 만 5천 정의 K-11을 보급할 계획이었다.그런데, 2010년부터 3년 간 납품 받은 9백여 정의 K-11 중 2백여 정에서 치명적인 결함이 발견되었다. '스마트 사격' 기능을 구현하는 '사격통제장치'가 사격 과정에서 발생하는 충격을 견디지 못하고 부서지는 현상 등이 나타난 것이다. 방산비리합수단의 조사 결과 '사격통제장치' 생산업체 임직원들이 사격할 때 발생하는 충격량을 3분의 1로 줄여 검사를 마친 뒤 불량부품을 납품한 것으로 드러났다.국방기술품질원은 생산업체가 시험검사를 조작한 줄 몰랐다고 주장한다.
2015.12.03. 국회에서 통과된 2016년도 국방예산에서 총기에서 하자가 자주 발생한 K-11 차기 복합형 소총도 정부안 27억원에서 17억원이 감액됐다.
K-11총기에 관한 2016년 예산 10억원은 탄약 구매(9억원)와 총기 제작(1억원)에 사용된다.

## 작동 방식
하부 KE모듈(5.56mm 자동소총)은 가스피스톤 방식, 스토너식 회전노리쇠 방식으로 설계되어 있고, 상부 HE모듈((20mm 공중폭발탄)(이 20mm공중폭발탄은 미국의 XM29 OICW와 규격이 다르다.))은 볼트액션 방식으로 설계되어 있다. 또한 하나의 방아쇠로 모드변경을 통해 소총탄과 공중폭발탄을 공유하여 사용할 수 있게 설계되어 있다. 현재까지 언론에 공개된 발사모드 제어방식은 단발, 점사, 폭발탄(20mm 공중폭발탄)이다. 또한 KE모듈과 HE모듈의 분리 방식을 적용하지 않았다. 그리고, 공중폭발탄 발사기 모듈이 가스압 작동 방식의 반자동이 아닌 볼트액션 방식의 수동으로 작동된다.

## 특징
경량화를 위해서 총신을 스칸듐-알루미늄 합금으로 제조 하였으며 미국이 개발한 XM29 OICW 와는 다른 작동방식의 공중폭발탄이 적용되었으며 탄약의 규격도 다르다. 무게는 약 6.1Kg이다.

## 수출
현재 아랍에미리트에 40정을 수출했다.

## 같이 보기
- XM29 OICW